# Coldspring, Texas
Coldspring là một thành phố ở quận San Jacinto, bang Hoa Kỳ Texas, Hoa Kỳ. Dân số là 691 người theo kết quả điều tra dân số năm 2000. Đây là quận lỵ của quận San Jacinto 6. 

## Địa lý
Coldspring có vị trí 30 ° 35'17 "N 95 ° 8'0" W / 30,58806 ° 95,133333 ° W / 30,58806; -95,133333 (30,588194, -95,133262) [4].
Theo Cục Điều tra Dân số Hoa Kỳ, thành phố có tổng diện tích là 1,8 dặm vuông (4,8 km ²), tất cả là diện tích đất.

## Nhân khẩu
Theo điều tra dân số 2 năm 2000, thành phố đã có 691 người, 263 hộ gia đình, và 180 gia đình sống trong thành phố. Mật độ dân số là 375,2 người / dặm vuông (145.0/km ²). Đã có 313 đơn vị nhà ở với mật độ trung bình là 169.9/sq mi (65.7/km ²). Cơ cấu chủng tộc của dân cư sinh sống trong thành phố này gồm 66,28% người da trắng, 31,40% người Mỹ gốc Phi, 0,43% người Mỹ bản xứ, 0,58% người châu Á, và 1,30% từ hai hoặc nhiều chủng tộc. Hispanic hay Latino thuộc chủng tộc nào được 3,18% dân số.
Đã có 263 hộ, trong đó 34,6% có trẻ em dưới 18 tuổi sống chung với họ, 44,1% là đôi vợ chồng sống với nhau, 20,5% có chủ hộ là nữ không có mặt chồng, và 31,2% đã không có gia đình. 28,1% các hộ gia đình đã được tạo thành từ các cá nhân và 12,5% có người sống một mình 65 tuổi trở lên đã được người. Bình quân mỗi hộ là 2,44 và cỡ gia đình trung bình là 2,91.
Thành phố có dân số với độ tuổi với 27,8% ở độ tuổi dưới 18, 10,6% 18-24, 26,8% 25-44, 20,1% 45-64, và 14,8% 65 tuổi trở lên. Tuổi trung bình là 34 năm. Cứ mỗi 100 nữ có 95,8 nam giới. Cứ mỗi 100 nữ 18 tuổi trở lên, có 86,9 nam giới.
Thu nhập trung bình cho một hộ gia đình trong thành phố là 27.083 đô la Mỹ, và thu nhập trung bình cho một gia đình là  30.729 Mỹ kim. Nam giới có thu nhập trung bình 31.667 USD so với 23.750 $ cho phái nữ. Thu nhập trên đầu cho thành phố là 16.777 $. Tại đây có 19,7% gia đình và 19,6% dân số sống dưới mức nghèo khổ, bao gồm 18,9% những người dưới 18 tuổi và 13,6% có độ tuổi từ 65 trở lên.